# Šarūnas Jasikevičius
Šarūnas Jasikevičius (Kaunas, 5 de março de 1976) é um basquetebolista profissional lituano. Atualmente está aposentado como jogador e atuando como treinador principal do Zalgiris Kaunas.

## Carreira
Jasikevičius integrou o elenco da Seleção Lituana de Basquetebol nas Olimpíadas de 2000, 2004, 2008 e 2012.

## Títulos e Prêmios

### Carreira em Clubes
- Lietuvos Rytas (1998–99)

- Union Olimpija (1999-00)
  -  Copa da Eslovênia: (2000)

- FC Barcelona (2000–03)
  -  Euroliga: (2003)
  - 2x  Liga ACB: (2001, 2003)
  - 2x  Copa do Rei de Basquetebol: (2001, 2003)
    - Triplice Coroa: (2003)

- Maccabi Tel Aviv (2003–05)
  - 2x  Euroliga: (2004, 2005)
  - 2x  Liga Israelense: (2004, 2005)
  - 2x  Copa de Israel: (2004, 2005)
    - 2x Tríplice Coroa: (2004, 2005)

- Indiana Pacers (2005–07)
  - NBA Playoffs: (2005–06)

- Golden State Warriors (2007)
  - NBA Playoffs: (2006–07)

- Panathinaikos (2007–10, 2011–12)
  -  Euroliga: (2009)
  - 3x  Liga Grega: (2008, 2009, 2010)
  - 3x  Copa da Grécia: (2008, 2009, 2012)
    - Tríplice Coroa: (2009)

- Lietuvos Rytas (2010)

- Fenerbahçe Ülker (2011)
  -  Liga Turca: (2011)
  -  Copa da Turquia: (2011)

- Panathinaikos (2011–12)
  -  Copa da Grécia: (2012)

- FC Barcelona (2012–2013
  -  Copa do Rei de Basquetebol: (2013)

- Žalgiris Kaunas (2013–14)
  -  Liga Lituana: (2014)

### Carreira Internacional
- Jogos Olímpicos de 2000:
- EuroBasket 2003:
- EuroBasket 2007:

### Individual
- MVP das Finais da Liga Espanhola: (2003)
- MVP do Eurobasket: (2003)
- Mr. Europa (Melhor basquetebolista da Europa no Ano): (2003)
- 2x escolhido para o Time da Euroliga: (2003–04, 2004–05)
- 2x Melhor jogador da Europa: (2004, 2005)
- MVP da final da Euroliga: (2005)
- 50 maiores personagens da Euroliga: (2008)
- Seleção dos melhores da Liga Grega: (2009)
- Seleção dos melhores da Euroliga na década de 2001-2010: (2010)
- MVP da Copa da Grécia: (2012)